# Pandiaka angustifolia
Pandiaka angustifolia là loài thực vật có hoa thuộc họ Dền. Loài này được (Vahl) Hepper mô tả khoa học đầu tiên năm 1971.